# Reb'l Fleur
Reb'l Fleur é a primeira fragrância pela cantora Rihanna lançada oficialmente a 25 de Janeiro de 2011. É distribuído sob licença da Parlux Fragrances, Inc., e é composto por aromas de baunilha, âmbar, frutos e flores. Este perfume está disponível em 50 e 100ml. Além das duas versões em garrafa, o perfume inclui ainda uma loção corporal.

## Desenvolvimento
Em entrevista para a revista norte-americana People, a artista revelou que o nome atribuído à fragrância tem origem num nome preferido de infância denominado pela sua avó:
| “ | A minha avó, em Barbados, costumava chamar-me de "flor rebelde" | ” |

O processo de desenvolvimento durou anos, em que Rihanna revela ter testado vários aromas que fossem realmente "especiais" e fizesse o público lembrar a própria;
| “ | Ao longo dos anos, testei muitos cheiros diferentes para conseguir algo que fosse realmente meu, mas queria algo que dissesse: "Rihanna está aqui!". Algo delicioso e especial, uma fragrância com toques subtis que durem e deixem uma lembrança sensual. | ” |

## Recepção pela crítica
Catherine Helbig do sítio About.com considerou o perfume "sexy e memorável". Afirmou ainda que "está tão em sintonia com as raízes de Rihanna, Barbados, bem como com o glamour da sua vida actual em Nova Iorque". Gina Gott das defesas de consumidores atribui uma classificação de dez pontos, revelando que é uma essência "exclusiva e forte".